# Spathius betremi
Spathius betremi är en stekelart som beskrevs av Nixon 1943. Spathius betremi ingår i släktet Spathius och familjen bracksteklar. Inga underarter finns listade i Catalogue of Life.